# Orthogonaler Tensor

Lineare Abbildung eines Vektors durch einen Tensor T.

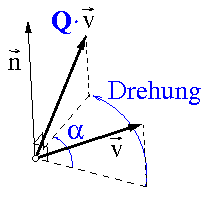
Drehung eines Vektors um die Drehachse mit Winkel durch einen orthogonalen Tensor Q.

Orthogonale Tensoren sind einheitenfreie Tensoren zweiter Stufe, die eine Drehung oder Drehspiegelung im euklidischen Vektorraum ausführen. In der Kontinuumsmechanik werden nur Drehungen betrachtet, denn Drehspiegelungen kommen in den von der Schwerkraft bestimmten physikalischen Gesetzen der makroskopischen Welt nicht vor.
Tensoren zweiter Stufe werden hier als lineare Abbildungen von geometrischen Vektoren auf geometrische Vektoren benutzt, die im Allgemeinen dabei gedreht und gestreckt werden, siehe Abbildung rechts oben. Bei einem orthogonalen Tensor, der eine Drehung oder Drehspiegelung repräsentiert, entfällt die Streckung, sodass der Betrag des Vektors bei der Transformation nicht verändert wird, siehe die untere Abbildung rechts. Orthogonale Tensoren werden üblicherweise mit den Formelzeichen Q oder R bezeichnet, wobei R zumeist für den Rotationstensor in der Polarzerlegung des Deformationsgradienten steht.
Bezüglich der Standardbasis können orthogonale Tensoren wie orthogonale Matrizen geschrieben werden und haben auch analoge Eigenschaften. Anders als Matrizen referenzieren die Koeffizienten eines Tensors jedoch auf ein Basissystem des zugrunde liegenden Vektorraums, sodass sich die Koeffizienten des Tensors bei einem Wechsel des Basissystems auf charakteristische Weise ändern. Jeder Tensor besitzt Invarianten, die bei einem Wechsel des Basissystems unverändert bleiben. Bei einem orthogonalen Tensor geben diese Invarianten über den Drehwinkel, die Drehachse und darüber, ob der Tensor eine Drehung oder Drehspiegelung repräsentiert, Auskunft.
Orthogonale Tensoren treten in der euklidischen Transformation auf, mit der die Beziehung zwischen beliebig bewegten Bezugssystemen und in ihnen vorliegenden physikalischen Größen beschrieben wird. In der Materialtheorie helfen orthogonale Tensoren dabei, bezugssysteminvariante Materialgleichungen aufzustellen. Außerdem wird die Richtungsabhängigkeit eines Materials (Transversale Isotropie, Orthotropie) mit orthogonalen Tensoren beschrieben.

## Definition
Orthogonale Tensoren sind Tensoren zweiter Stufe Q, für die gilt:
{\displaystyle \mathbf {Q} ^{-1}=\mathbf {Q} ^{\top }}  oder  {\displaystyle \mathbf {Q^{\top }\cdot Q} =\mathbf {Q\cdot Q} ^{\top }=\mathbf {1} }
Die hochgestellte −1 kennzeichnet den inversen, (·)⊤ den transponierten Tensor und 1 den Einheitstensor. Wegen
{\displaystyle 1=\operatorname {det} (\mathbf {1} )=\operatorname {det} (\mathbf {Q^{\top }\cdot Q} )=\operatorname {det} (\mathbf {Q} ^{\top })\operatorname {det} (\mathbf {Q} )=\operatorname {det} {(\mathbf {Q} )}^{2}}
ist
{\displaystyle \operatorname {det} (\mathbf {Q} )=\pm 1}
Ein orthogonaler Tensor, der eine reine Drehung repräsentiert, wird eigentlich orthogonal genannt und hat die Determinante +1. Bei det(Q) = -1 führt der Tensor eine Drehspiegelung aus. Weil Spiegelungen in der Mechanik nicht betrachtet werden, ist dort stets det(Q) = +1.

## Starrkörperbewegungen

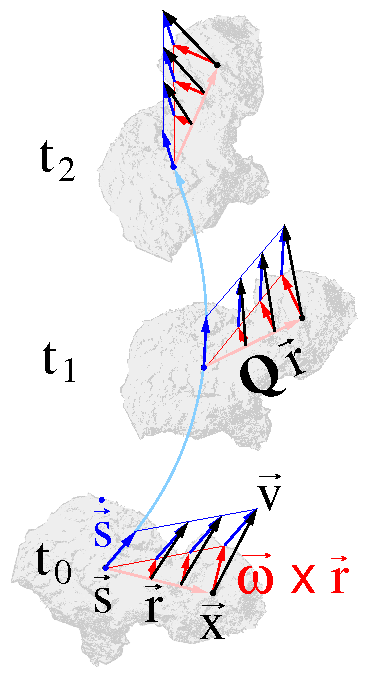
Geschwindigkeitsfeld (schwarz) eines Starrkörpers (grau) entlang seines Weges (hellblau) setzt sich zusammen aus der Schwerpunktsgeschwindigkeit (blau) und der Drehgeschwindigkeit (rot)

Jede Starrkörperbewegung lässt sich in eine Translation und eine Rotation zerlegen. Als Drehzentrum eignet sich jeder ruhende oder bewegte Punkt und auch der Schwerpunkt des Körpers, siehe Abbildung rechts. Sei {\displaystyle {\vec {r}}({\vec {X}})={\vec {X}}-{\vec {S}}} der zeitlich fixierte Differenzvektor zwischen einem Partikel {\displaystyle {\vec {X}}} des starren Körpers und seinem Schwerpunkt {\displaystyle {\vec {S}}} zu einem Zeitpunkt {\displaystyle {t}_{0}}. Die Translation des Körpers kann dann mit seiner Schwerpunktsbewegung {\displaystyle {\vec {s}}(t)} (mit {\displaystyle {\vec {s}}(t_{0})={\vec {S}}}) und seine Drehung mit einem von der Zeit aber nicht vom Ort abhängigen orthogonalen Tensor {\displaystyle \mathbf {Q} (t)} (mit {\displaystyle \mathbf {Q} ({t}_{0})=\mathbf {1} }) dargestellt werden. Translation und Rotation zusammengenommen definieren die Bewegungsfunktion  {\displaystyle {\vec {\chi }}({\vec {X}},t)} des Partikels {\displaystyle {\vec {X}}}:
{\displaystyle {\begin{aligned}{\vec {\chi }}({\vec {X}},t)=&{\vec {s}}(t)+\mathbf {Q} (t)\cdot ({\vec {X}}-{\vec {S}})\\\rightarrow \;{\vec {X}}-{\vec {S}}=&\mathbf {Q} ^{\top }(t)\cdot ({\vec {\chi }}({\vec {X}},t)-{\vec {s}}(t))\end{aligned}}}
Die Geschwindigkeit des Partikels ist dann
{\displaystyle {\begin{aligned}{\dot {\vec {\chi }}}({\vec {X}},t)=&{\dot {\vec {s}}}(t)+{\dot {\mathbf {Q} }}(t)\cdot ({\vec {X}}-{\vec {S}})\\=&{\dot {\vec {s}}}(t)+{\dot {\mathbf {Q} }}(t)\cdot \mathbf {Q} ^{\top }(t)\cdot ({\vec {\chi }}({\vec {X}},t)-{\vec {s}}(t))\\\rightarrow {\vec {v}}({\vec {x}},t)=&{\dot {\vec {s}}}(t)+{\boldsymbol {\Omega }}(t)\cdot ({\vec {x}}-{\vec {s}}(t))\end{aligned}}}
Der Vektor {\displaystyle {\vec {x}}={\vec {\chi }}({\vec {X}},t)} ist hier der Ort des Partikels zur Zeit t und {\displaystyle {\vec {v}}({\vec {x}},t)={\dot {\vec {\chi }}}({\vec {X}},t)} ist seine Geschwindigkeit zur Zeit t. Beim Übergang von der oberen zur unteren Gleichung vollzieht sich der Wechsel von der lagrangeschen zur eulerschen Darstellung der Bewegung. Der Tensor {\displaystyle {\boldsymbol {\Omega }}:={\dot {\mathbf {Q} }}\cdot \mathbf {Q} ^{\top }} ist schiefsymmetrisch:
{\displaystyle {\boldsymbol {\Omega }}+{\boldsymbol {\Omega }}^{\top }={\dot {\mathbf {Q} }}\cdot \mathbf {Q} ^{\top }+\mathbf {Q} \cdot {\dot {\mathbf {Q} }}^{\top }=(\mathbf {Q\cdot Q} ^{\top }{\dot {)\,}}={\dot {\mathbf {1} }}=\mathbf {0} \quad \rightarrow \quad {\boldsymbol {\Omega }}^{\top }=-{\boldsymbol {\Omega }}}
und besitzt daher einen dualen Vektor {\displaystyle {\vec {\omega }}} mit der Eigenschaft:
{\displaystyle {\boldsymbol {\Omega }}\cdot {\vec {v}}={\vec {\omega }}\times {\vec {v}}}  für alle  {\displaystyle {\vec {v}}}
Einsetzen des dualen Vektors in das Geschwindigkeitsfeld führt auf die eulersche Geschwindigkeitsgleichung
{\displaystyle {\vec {v}}({\vec {x}},t)={\dot {\vec {s}}}(t)+{\vec {\omega }}(t)\times ({\vec {x}}-{\vec {s}}(t))}
die keinen sichtbaren Tensor enthält. Nur im Kreuzprodukt, das einer Tensortransformation entspricht, verbirgt sich noch ein Hinweis auf einen Tensor.

## Transformationseigenschaften

### Vektortransformation
Ein orthogonaler Tensor dreht Vektoren, denn das Skalarprodukt zweier beliebiger Vektoren bleibt unter der linearen Abbildung mit Q erhalten:
{\displaystyle (\mathbf {Q} \cdot {\vec {u}})\cdot (\mathbf {Q} \cdot {\vec {v}})={\vec {u}}\cdot \mathbf {Q^{\top }\cdot Q} \cdot {\vec {v}}={\vec {u}}\cdot {\vec {v}}}
Insbesondere ist mit {\displaystyle {\vec {v}}={\vec {u}}} :
{\displaystyle {|\mathbf {Q} \cdot {\vec {u}}|}^{2}=(\mathbf {Q} \cdot {\vec {u}})\cdot (\mathbf {Q} \cdot {\vec {u}})={\vec {u}}\cdot {\vec {u}}={|{\vec {u}}|}^{2}}
weswegen ein orthogonaler Tensor Q die Frobeniusnorm eines Vektors nicht verändert. Weil die Drehachse {\displaystyle {\vec {n}}} bei einer reinen Drehung auf sich selbst abgebildet wird, ist die Drehachse der Drehung ein Eigenvektor eines eigentlich orthogonalen Tensors Q mit Eigenwert eins:
{\displaystyle \mathbf {Q} \cdot {\vec {n}}={\vec {n}}}
Ist Q ein uneigentlich orthogonaler Tensor, dann ist
{\displaystyle \mathbf {Q} \cdot {\vec {n}}=-{\vec {n}}}

### Spatprodukt und Kreuzprodukt

Spat, der von drei Vektoren aufgespannt wird

Das Spatprodukt dreier Vektoren ist das Volumen des von den Vektoren aufgespannten Spats, siehe Bild. Werden die drei Vektoren wie im Bild mit {\displaystyle {\vec {a}},\,{\vec {b}},\,{\vec {c}}} bezeichnet und mit einem orthogonalen Tensor transformiert, berechnet sich das Spatprodukt zu:
{\displaystyle {\begin{aligned}(\mathbf {Q} \cdot {\vec {a}})\cdot [(\mathbf {Q} \cdot {\vec {b}})\times (\mathbf {Q} \cdot {\vec {c}})]=&\operatorname {det} {\begin{pmatrix}\mathbf {Q} \cdot {\vec {a}}&\mathbf {Q} \cdot {\vec {b}}&\mathbf {Q} \cdot {\vec {c}}\end{pmatrix}}\\=&\operatorname {det} \left[\mathbf {Q} \cdot {\begin{pmatrix}{\vec {a}}&{\vec {b}}&{\vec {c}}\end{pmatrix}}\right]\\=&\operatorname {det} (\mathbf {Q} )\operatorname {det} {\begin{pmatrix}{\vec {a}}&{\vec {b}}&{\vec {c}}\end{pmatrix}}\\=&\operatorname {det} (\mathbf {Q} )\,{\vec {a}}\cdot ({\vec {b}}\times {\vec {c}})\end{aligned}}}
Wenn der Tensor eigentlich orthogonal ist, dann wird das Spatprodukt also durch ihn nicht verändert, andernfalls kehrt das Spatprodukt sein Vorzeichen um. Weiter folgt:
{\displaystyle {\begin{array}{l}(\mathbf {Q} \cdot {\vec {a}})\cdot [(\mathbf {Q} \cdot {\vec {b}})\times (\mathbf {Q} \cdot {\vec {c}})]={\vec {a}}\cdot \mathbf {Q} ^{\top }\cdot [(\mathbf {Q} \cdot {\vec {b}})\times (\mathbf {Q} \cdot {\vec {c}})]=\operatorname {det} (\mathbf {Q} )\,{\vec {a}}\cdot ({\vec {b}}\times {\vec {c}})\\\rightarrow {\vec {a}}\cdot \left\{\mathbf {Q} ^{\top }\cdot [(\mathbf {Q} \cdot {\vec {b}})\times (\mathbf {Q} \cdot {\vec {c}})]-\operatorname {det} (\mathbf {Q} )({\vec {b}}\times {\vec {c}})\right\}=0\end{array}}}
Das gilt für jeden Vektor {\displaystyle {\vec {a}}}, weshalb der Vektor in den geschweiften Klammern verschwindet und auf
{\displaystyle (\mathbf {Q} \cdot {\vec {b}})\times (\mathbf {Q} \cdot {\vec {c}})=\operatorname {det} (\mathbf {Q} )\mathbf {Q} \cdot ({\vec {b}}\times {\vec {c}})}
geschlossen werden kann. Deshalb kann ein eigentlich orthogonaler Tensor aus dem Kreuzprodukt herausgezogen werden während bei einem uneigentlich orthogonalen Tensor noch ein Vorzeichenwechsel stattfindet.
Mit dem Spatprodukt berechnet sich das Volumenelement und mit dem Kreuzprodukt berechnet sich das Oberflächenelement. Bei einer Drehspiegelung wechseln beide Elemente ihr Vorzeichen, weshalb sie nur bei einer Transformation mit einem eigentlich orthogonalen Tensor Q invariant gegenüber einer euklidischen Transformation sind.

### Tensortransformation
Sei T ein beliebiger Tensor zweiter Stufe, der einen Eigenwert {\displaystyle \lambda } und zugehörigen Eigenvektor {\displaystyle {\vec {v}}} besitzt, also
{\displaystyle \mathbf {T} \cdot {\vec {v}}=\lambda {\vec {v}}}
gilt, und Q sei ein orthogonaler Tensor. Dann ist
{\displaystyle \mathbf {Q\cdot T} \cdot {\vec {v}}=(\mathbf {Q\cdot T\cdot Q} ^{\top })\cdot (\mathbf {Q} \cdot {\vec {v}})=\lambda (\mathbf {Q} \cdot {\vec {v}})}
Also hat der Tensor S := Q·T·Q⊤ dieselben Eigenwerte wie T aber die mit Q gedrehten Eigenvektoren. Daraus folgt unmittelbar, dass die Hauptinvarianten und Beträge von S und T übereinstimmen.

## Berechnung von orthogonalen Tensoren
Bei der Berechnung von orthogonalen Tensoren können sich die drei Aufgaben stellen:
- Wie wird aus der Drehachse und dem Drehwinkel der entsprechende orthogonale Tensor konstruiert?
- Welcher orthogonale Tensor transformiert zwei gegebene, gegeneinander verdrehte Vektorraumbasen ineinander?
- Wie lautet die Drehachse und der Drehwinkel eines gegebenen orthogonalen Tensors?

Diese Fragen werden in den folgenden Abschnitten beantwortet.

### Drehachse und Winkel gegeben
Sei {\displaystyle {\hat {n}}} ein Einheitsvektor (der Länge eins) und {\displaystyle \alpha } ein Winkel. Dann ist der Tensor
{\displaystyle {\begin{array}{lcl}\mathbf {Q} &=&+\mathbf {1} +\sin(\alpha ){\hat {n}}\times \mathbf {1} +(\cos(\alpha )-1)(\mathbf {1} -{\hat {n}}\otimes {\hat {n}})\\&=&+{\hat {n}}\otimes {\hat {n}}+\cos(\alpha )(\mathbf {1} -{\hat {n}}\otimes {\hat {n}})+\sin(\alpha ){\hat {n}}\times \mathbf {1} \end{array}}}
eigentlich orthogonal und dreht um die Achse {\displaystyle {\hat {n}}} mit Drehwinkel {\displaystyle \alpha }. Das Kreuzprodukt von {\displaystyle {\hat {n}}} mit dem Einheitstensor ergibt den schiefsymmetrischen axialen Tensor von {\displaystyle {\hat {n}}} :
{\displaystyle {\hat {n}}\times \mathbf {1} ={\hat {n}}\times \left(\sum _{i=1}^{3}{\hat {e}}_{i}\otimes {\hat {e}}_{i}\right):=\sum _{i=1}^{3}({\hat {n}}\times {\hat {e}}_{i})\otimes {\hat {e}}_{i}={\begin{pmatrix}0&-n_{3}&n_{2}\\n_{3}&0&-n_{1}\\-n_{2}&n_{1}&0\end{pmatrix}}}
wenn {\displaystyle n_{1,2,3}} die Komponenten von {\displaystyle {\hat {n}}} bezüglich der Standardbasis ê1,2,3 sind.
Bei einer Drehspiegelung wäre
{\displaystyle {\begin{array}{lcl}\mathbf {Q} &=&{\color {red}-}\mathbf {1} +\sin(\alpha ){\hat {n}}\times \mathbf {1} +(\cos(\alpha ){\color {red}+}1)(\mathbf {1} -{\hat {n}}\otimes {\hat {n}})\\&=&{\color {red}-}{\hat {n}}\otimes {\hat {n}}+\cos(\alpha )(\mathbf {1} -{\hat {n}}\otimes {\hat {n}})+\sin(\alpha ){\hat {n}}\times \mathbf {1} \end{array}}}
Der Tensor Q hat jedenfalls die Spur und den schiefsymmetrischen Anteil
{\displaystyle {\begin{array}{rcl}\operatorname {Sp} (\mathbf {Q} )&=&\operatorname {Sp} [\operatorname {det} (\mathbf {Q} ){\hat {n}}\otimes {\hat {n}}+\cos(\alpha )(\mathbf {1} -{\hat {n}}\otimes {\hat {n}})+\sin(\alpha ){\hat {n}}\times \mathbf {1} ]\\&=&\operatorname {det} (\mathbf {Q} )+2\cos(\alpha )\\{\frac {1}{2}}(\mathbf {Q} -\mathbf {Q} ^{\top })&=&\sin(\alpha ){\hat {n}}\times \mathbf {1} =\sin(\alpha ){\begin{pmatrix}0&-n_{3}&n_{2}\\n_{3}&0&-n_{1}\\-n_{2}&n_{1}&0\end{pmatrix}}\end{array}}}
Die eingangs angegebene Formel für Q kann auch mit einem Rotationsvektor {\displaystyle {\vec {\alpha }}:=\alpha {\hat {n}}} geschrieben werden:
{\displaystyle \mathbf {Q} =\mathbf {1} +{\frac {\sin(\alpha )}{\alpha }}{\vec {\alpha }}\times \mathbf {1} +{\frac {1-\cos(\alpha )}{{\alpha }^{2}}}({\vec {\alpha }}\otimes {\vec {\alpha }}-({\vec {\alpha }}\cdot {\vec {\alpha }})\mathbf {1} )=\exp({\vec {\alpha }}\times \mathbf {1} )}
Das Exponential der schiefsymmetrischen Matrix {\displaystyle {\vec {\alpha }}\times \mathbf {1} } wird bei Drehmatrizen definiert und verwendet.
Es können auch Rotationsvektoren mit anderer Länge benutzt werden:
{\displaystyle {\begin{array}{lcl}{\vec {\alpha }}=\tan \left({\dfrac {\alpha }{2}}\right)\;{\hat {n}}&\rightarrow &\mathbf {Q} =\mathbf {1} +{\dfrac {2}{1+{\vec {\alpha }}\cdot {\vec {\alpha }}}}({\vec {\alpha }}\times \mathbf {1} +{\vec {\alpha }}\otimes {\vec {\alpha }}-({\vec {\alpha }}\cdot {\vec {\alpha }})\mathbf {1} )\\[2ex]{\vec {\alpha }}=\sin(\alpha )\;{\hat {n}}&\rightarrow &\mathbf {Q} =\mathbf {1} +{\vec {\alpha }}\times \mathbf {1} +{\dfrac {1}{1+\cos(\alpha )}}({\vec {\alpha }}\otimes {\vec {\alpha }}-({\vec {\alpha }}\cdot {\vec {\alpha }})\mathbf {1} )\\[2ex]{\vec {\alpha }}=\sin \left({\dfrac {\alpha }{2}}\right)\;{\hat {n}}&\rightarrow &\mathbf {Q} =\mathbf {1} +2\cos \left({\dfrac {\alpha }{2}}\right){\vec {\alpha }}\times \mathbf {1} +2({\vec {\alpha }}\otimes {\vec {\alpha }}-({\vec {\alpha }}\cdot {\vec {\alpha }})\mathbf {1} )\end{array}}}
Letztere Variante ist in Anlehnung an die Quaternionen. In Büchter (1992) findet sich eine ausführliche Diskussion der verschiedenen Parametrisierungsmöglichkeiten von Rotationen.

### Urbild- und Bildvektoren gegeben
Gegeben seien drei linear unabhängige Vektoren {\displaystyle {\vec {u}}_{1,2,3}}, die demnach eine Vektorraumbasis bilden. Die dazu duale Basis sei {\displaystyle {\vec {u}}^{1,2,3}}, sodass also
{\displaystyle {\vec {u}}_{i}\cdot {\vec {u}}^{j}=\delta _{ij}:={\begin{cases}1&{\textsf {falls}}\;i=j\\0&{\textsf {sonst}}\end{cases}}\;,\quad i,j={1,2,3}}
gilt. Das Symbol {\displaystyle \delta _{ij}} ist das Kronecker-Delta. Wenn nun die Vektorgruppe {\displaystyle {\vec {v}}_{1,2,3}} durch Drehung aus der Basis {\displaystyle {\vec {u}}_{1,2,3}} hervorgeht, dann gibt es einen orthogonalen Tensor Q, für den gilt:
{\displaystyle \mathbf {Q} \cdot {\vec {u}}_{i}={\vec {v}}_{i}\,,\quad i=1,2,3}
Dieser Tensor erhält mit dem dyadischen Produkt „{\displaystyle \otimes }“ von Vektoren die Form:
{\displaystyle \mathbf {Q} =\sum _{i=1}^{3}{\vec {v}}_{i}\otimes {\vec {u}}^{i}}
Mit der zu {\displaystyle {\vec {v}}_{1,2,3}} dualen Basis {\displaystyle {\vec {v}}^{1,2,3}} berechnet sich
{\displaystyle \sum _{k=1}^{3}({\vec {v}}^{k}\otimes {\vec {u}}_{k})\cdot \mathbf {Q} ^{\top }=\sum _{i,k=1}^{3}({\vec {v}}^{k}\otimes {\vec {u}}_{k})\cdot ({\vec {u}}^{i}\otimes {\vec {v}}_{i})=\sum _{i=1}^{3}{\vec {v}}^{i}\otimes {\vec {v}}_{i}=\mathbf {1} }
weswegen nun die beiden Darstellungen
{\displaystyle \mathbf {Q} =\sum _{i=1}^{3}{\vec {v}}_{i}\otimes {\vec {u}}^{i}=\sum _{i=1}^{3}{\vec {v}}^{i}\otimes {\vec {u}}_{i}}
vorliegen. Derselbe Tensor Q überführt also auch die dualen Basen ineinander:
{\displaystyle \mathbf {Q} \cdot {\vec {u}}^{i}={\vec {v}}^{i}\,,\quad i=1,2,3}
Die Determinante des Tensors berechnet sich mit den obigen Darstellungen zu:
{\displaystyle {\begin{array}{lcl}\operatorname {det} (\mathbf {Q} )&=&\operatorname {det} {\begin{pmatrix}{\vec {v}}_{1}&{\vec {v}}_{2}&{\vec {v}}_{3}\end{pmatrix}}\cdot \operatorname {det} {\begin{pmatrix}{\vec {u}}^{1}&{\vec {u}}^{2}&{\vec {u}}^{3}\end{pmatrix}}={\dfrac {\operatorname {det} {\begin{pmatrix}{\vec {v}}_{1}&{\vec {v}}_{2}&{\vec {v}}_{3}\end{pmatrix}}}{\operatorname {det} {\begin{pmatrix}{\vec {u}}_{1}&{\vec {u}}_{2}&{\vec {u}}_{3}\end{pmatrix}}}}\\&=&\operatorname {det} {\begin{pmatrix}{\vec {v}}^{1}&{\vec {v}}^{2}&{\vec {v}}^{3}\end{pmatrix}}\cdot \operatorname {det} {\begin{pmatrix}{\vec {u}}_{1}&{\vec {u}}_{2}&{\vec {u}}_{3}\end{pmatrix}}={\dfrac {\operatorname {det} {\begin{pmatrix}{\vec {u}}_{1}&{\vec {u}}_{2}&{\vec {u}}_{3}\end{pmatrix}}}{\operatorname {det} {\begin{pmatrix}{\vec {v}}_{1}&{\vec {v}}_{2}&{\vec {v}}_{3}\end{pmatrix}}}}=+1\end{array}}}
weil oben eine Drehung und damit dieselbe Händigkeit der Basen vorausgesetzt wurde. Bei einer Drehspiegelung wäre det(Q) = -1 und die Händigkeiten der beiden Basen wäre verschieden.

### Tensor gegeben
Die Drehachse eines orthogonalen Tensors Q ist seine Vektorinvariante {\displaystyle {\vec {n}}:=\mathbf {1} \cdot \!\!\times \mathbf {Q} }. Seien die Basen {\displaystyle {\vec {u}}_{i}\,,{\vec {v}}_{i}} und deren duale Basen {\displaystyle {\vec {u}}^{i}\,,{\vec {v}}^{i}} für i=1,2,3 sowie der orthogonale Tensor Q wie im vorigen Abschnitt definiert. Dann ergibt sich für die Drehachse von Q:
{\displaystyle {\begin{array}{rcl}{\vec {n}}=\mathbf {1} \cdot \!\!\times \mathbf {Q} &=&\displaystyle \sum _{i=1}^{3}\mathbf {1} \cdot \!\!\times ({\vec {v}}_{i}\otimes {\vec {u}}^{i})=\sum _{i=1}^{3}{\vec {v}}_{i}\times {\vec {u}}^{i}\\&=&\displaystyle \sum _{i=1}^{3}\mathbf {1} \cdot \!\!\times ({\vec {v}}^{i}\otimes {\vec {u}}_{i})=\sum _{i=1}^{3}{\vec {v}}^{i}\times {\vec {u}}_{i}\end{array}}}
denn das Skalarkreuzprodukt „·×“ mit dem Einheitstensor vertauscht das dyadische Produkt durch das Kreuzprodukt. Wegen
{\displaystyle {\begin{array}{lcl}\mathbf {Q} \cdot {\vec {n}}&=&\displaystyle \sum _{i=1}^{3}\mathbf {Q} \cdot ({\vec {v}}_{i}\times {\vec {u}}^{i})=\operatorname {det} (\mathbf {Q} )\sum _{i=1}^{3}(\mathbf {Q} \cdot {\vec {v}}_{i})\times (\mathbf {Q} \cdot {\vec {u}}^{i})\\&=&\displaystyle \operatorname {det} (\mathbf {Q} )\sum _{i,k=1}^{3}({\vec {u}}^{k}\cdot {\vec {v}}_{i}){\vec {v}}_{k}\times {\vec {v}}^{i}=\operatorname {det} (\mathbf {Q} )\sum _{k=1}^{3}{\vec {v}}_{k}\times {\vec {u}}^{k}=\operatorname {det} (\mathbf {Q} ){\vec {n}}\end{array}}}
ist die Vektorinvariante tatsächlich ein Eigenvektor und daher parallel zur Drehachse. In der Matrizendarstellung mit den Zeilen {\displaystyle {\vec {z}}_{1,2,3}} und Spalten {\displaystyle {\vec {s}}_{1,2,3}} von Q bezüglich der Standardbasis ê1,2,3 ergibt sich:
{\displaystyle \mathbf {Q} =\sum _{i=1}^{3}{\hat {e}}_{i}\otimes {\vec {z}}_{i}=\sum _{i=1}^{3}{\vec {s}}_{i}\otimes {\hat {e}}_{i}\quad \rightarrow \quad {\vec {n}}=\mathbf {1} \cdot \!\!\times \mathbf {Q} =\sum _{i=1}^{3}{\hat {e}}_{i}\times {\vec {z}}_{i}=\sum _{i=1}^{3}{\vec {s}}_{i}\times {\hat {e}}_{i}}
Aus dem Abschnitt #Drehachse und Winkel gegeben sind die folgenden Beziehungen bekannt. Der Drehwinkel berechnet sich aus der Spur
{\displaystyle \operatorname {Sp} (\mathbf {Q} )=\operatorname {det} (\mathbf {Q} )+2\cos(\alpha )}
Alternativ kann Drehachse {\displaystyle {\hat {n}}=n_{1}{\hat {e}}_{1}+n_{2}{\hat {e}}_{2}+n_{3}{\hat {e}}_{3}}  und -winkel {\displaystyle \alpha } aus
{\displaystyle {\frac {1}{2}}(\mathbf {Q} -\mathbf {Q} ^{\top })=\sin(\alpha ){\begin{pmatrix}0&-n_{3}&n_{2}\\n_{3}&0&-n_{1}\\-n_{2}&n_{1}&0\end{pmatrix}}\,,\quad {\sqrt {n_{1}^{2}+n_{2}^{2}+n_{3}^{2}}}=1}
ermittelt werden.
Das Eigensystem offenbart, dass die beiden konjugiert komplexen Eigenwerte {\displaystyle {e}^{\pm \mathrm {i} \alpha }} von Q Exponentialfunktionen des Winkels sind.

## Eigensystem
Wenn drei Vektoren {\displaystyle {\hat {q}}_{1,2,3}} paarweise zueinander senkrecht sind und die Beträge eins haben, {\displaystyle {\hat {q}}_{1}} die Drehachse und {\displaystyle \alpha } der Drehwinkel des Tensors Q ist, dann hat dieser die Eigenwerte und -Vektoren
{\displaystyle {\begin{array}{lcllcl}\lambda _{1}&=&\pm 1,&{\vec {v}}_{1}&=&{\hat {q}}_{1}\\\lambda _{2}&=&e^{\mathrm {i} \alpha },&{\vec {v}}_{2}&=&{\frac {1}{\sqrt {2}}}({\hat {q}}_{2}-\mathrm {i} {\hat {q}}_{3}).\\\lambda _{3}&=&e^{-\mathrm {i} \alpha },&{\vec {v}}_{3}&=&{\frac {1}{\sqrt {2}}}({\hat {q}}_{2}+\mathrm {i} {\hat {q}}_{3})\end{array}}}
Die Zahl i ist die imaginäre Einheit und e die Eulersche Zahl. Die Vektoren {\displaystyle {\hat {q}}_{2,3}} liegen in der Drehebene, sind in dieser, solange {\displaystyle {\hat {q}}_{2}\cdot {\hat {q}}_{3}=0} gewährleistet ist, aber beliebig orientiert. Aus diesem Eigensystem ergibt sich die Darstellung
{\displaystyle {\begin{array}{lcl}\mathbf {Q} &=&\pm {\hat {q}}_{1}\otimes {\hat {q}}_{1}+\cos(\alpha )({\hat {q}}_{2}\otimes {\hat {q}}_{2}+{\hat {q}}_{3}\otimes {\hat {q}}_{3})+\sin(\alpha )({\hat {q}}_{3}\otimes {\hat {q}}_{2}-{\hat {q}}_{2}\otimes {\hat {q}}_{3})\\&=&{\begin{pmatrix}\pm 1&0&0\\0&\cos(\alpha )&-\sin(\alpha )\\0&\sin(\alpha )&\cos(\alpha )\end{pmatrix}}_{{\hat {q}}_{i}\otimes {\hat {q}}_{j}}.\end{array}}}
Die Händigkeit der Vektorgruppe {\displaystyle {\hat {q}}_{1,2,3}} entscheidet über die Drehrichtung der Drehung um die Drehachse. Ist die Vektorgruppe rechtshändig, dann misst der Winkel gegen den Uhrzeigersinn andernfalls im Uhrzeigersinn um die Drehachse.

## Invarianten
Wenn {\displaystyle \alpha } der Drehwinkel des orthogonalen Tensors Q ist, dann gilt:
{\displaystyle {\begin{array}{lcl}\operatorname {Sp} (\mathbf {Q} )&=&\operatorname {det} (\mathbf {Q} )+2\cos(\alpha )\\\operatorname {I} _{2}(\mathbf {Q} )&=&\operatorname {det} (\mathbf {Q} )\cdot \operatorname {Sp} (\mathbf {Q} )\\\operatorname {det} (\mathbf {Q} )&=&\pm 1\end{array}}}
denn die zweite Hauptinvariante ist die Spur des Kofaktors
{\displaystyle \operatorname {cof} (\mathbf {Q} ):=\operatorname {det} (\mathbf {Q} )\mathbf {Q} ^{\top -1}:=\operatorname {det} (\mathbf {Q} )\mathbf {Q} }
Mit der obigen Darstellung
{\displaystyle \mathbf {Q} =\sum _{i=1}^{3}{\vec {v}}_{i}\otimes {\vec {u}}^{i}}
berechnen sich die Hauptinvarianten:
{\displaystyle {\begin{array}{lcl}\operatorname {Sp} (\mathbf {Q} )&=&\displaystyle \sum _{i=1}^{3}{\vec {v}}_{i}\cdot {\vec {u}}^{i}\\\operatorname {I} _{2}(\mathbf {Q} )&=&\displaystyle \left(\sum _{i=1}^{3}{\vec {v}}_{i}\cdot {\vec {u}}^{i}\right){\frac {\operatorname {det} {\begin{pmatrix}{\vec {v}}_{1}&{\vec {v}}_{2}&{\vec {v}}_{3}\end{pmatrix}}}{\operatorname {det} {\begin{pmatrix}{\vec {u}}_{1}&{\vec {u}}_{2}&{\vec {u}}_{3}\end{pmatrix}}}}\\\operatorname {det} (\mathbf {Q} )&=&\displaystyle {\frac {\operatorname {det} {\begin{pmatrix}{\vec {v}}_{1}&{\vec {v}}_{2}&{\vec {v}}_{3}\end{pmatrix}}}{\operatorname {det} {\begin{pmatrix}{\vec {u}}_{1}&{\vec {u}}_{2}&{\vec {u}}_{3}\end{pmatrix}}}}=\pm 1\end{array}}}
Die Vektorinvariante ist, wie im Abschnitt #Tensor gegeben, die Drehachse, die mit dem Einheitstensor berechnet wird:
{\displaystyle {\vec {\operatorname {i} }}(\mathbf {Q} )=\mathbf {1\cdot \!\!\times Q} =\sum _{i=1}^{3}{\vec {v}}_{i}\times {\vec {u}}^{i}=\sum _{i=1}^{3}{\vec {v}}^{i}\times {\vec {u}}_{i}}
Die Frobeniusnorm eines orthogonalen Tensors ist immer gleich der Wurzel der Raumdimension:
{\displaystyle \parallel \mathbf {Q} \parallel ={\sqrt {\mathbf {Q} :\mathbf {Q} }}={\sqrt {(\mathbf {Q} ^{\top }\cdot \mathbf {Q} ):\mathbf {1} }}={\sqrt {\mathbf {1} :\mathbf {1} }}={\sqrt {3}}}